# Presbytis robinsoni
Il presbite di Robinson (Presbytis robinsoni O. Thomas, 1910) è una specie di presbite che vive nella parte settentrionale della penisola malese dalla provincia thailandese di Phetchaburi a nord allo stato malese di Perak a sud.

## Descrizione
Il presbite di Robinson è di colore variabile dal grigio-marrone scuro al marrone-nero. L'addome e la parte interna delle braccia e delle gambe sono bianchi fino ai polsi e alle caviglie, il petto, le mani e i piedi sono neri. Anche la faccia è nera, comprese le palpebre; solo l'area intorno alla bocca è biancastra. Ci sono state anche segnalazioni di una forma biancastra o grigio chiaro. Questa specie presenta uno o due ciuffi di lunghi peli sulla sommità della testa. Raggiunge una lunghezza testa-tronco di 43-61 centimetri, ha una coda lunga 61-84 centimetri e pesa 5,8-8,2 kg.
Il presbite di Robinson vive in gruppi di 4-10 esemplari, costituiti da un maschio e da diverse femmine con i loro piccoli, su alberi ad alto fusto nelle foreste torbiera paludose e si nutre principalmente di foglie e frutti freschi, ma mangia anche semi, germogli, fiori e funghi

## Tassonomia
Il presbite di Robinson venne descritto scientificamente per la prima volta dallo zoologo britannico Oldfield Thomas e fino a poco fa era considerato una delle tre sottospecie del presbite della Sonda (Presbytis femoralis). Il suo areale, tuttavia, è geograficamente separato da quello della forma nominale, che si trova solo nell'estremità meridionale della penisola malese, e differisce significativamente da questa nella biologia molecolare (DNA mitocondriale, citocromo b e D-loop). Probabilmente è più strettamente imparentato con il presbite del Siam (P. siamensis) che con la sottospecie nominale del presbite della Sonda. Il presbite della Sonda e quello di Robinson si separarono evolutivamente circa 2,5 milioni di anni fa. Nel giugno 2020, il presbite di Robinson ha ottenuto lo status di specie a sé.

## Conservazione
La IUCN valuta il presbite di Robinson come «prossimo alla minaccia» (Near Threatened). Il suo areale è molto frammentato. In Thailandia la specie è protetta in due parchi nazionali, quelli di Kaeng Krachan nella parte settentrionale dell'areale e di Khao Sok in quella centrale; in Myanmar è presente nel parco nazionale di Tanintharyi.